# Bermeja

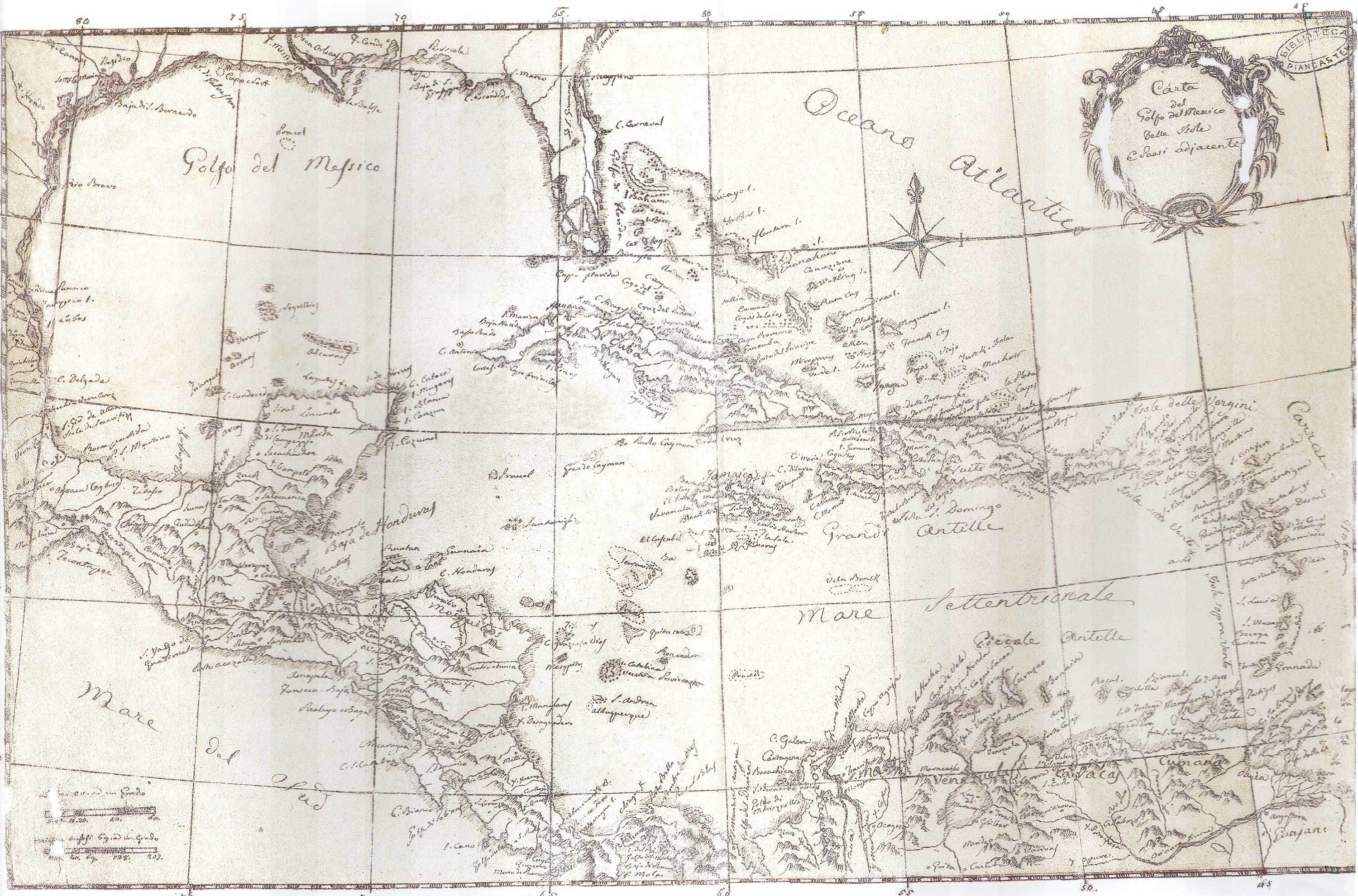
Karte von 1818–1820, Bermeja als I(sola) Vermeja westlich von Yucatán eingezeichnet

Bermeja (auch La Bermeja oder Vermeja) ist der Name einer vermeintlichen Insel, die auf zahlreichen Karten des Golfs von Mexiko vom 16. bis zum 19. Jahrhundert eingezeichnet ist. Sie liegt auf diesen Karten gut 200 km vor der Küste der mexikanischen Halbinsel Yucatán und 160 km westlich des Atolls Arrecife Alacranes am äußeren Rand der Campeche Bank und hat angeblich eine Fläche von etwa 80 km².

## Geschichte

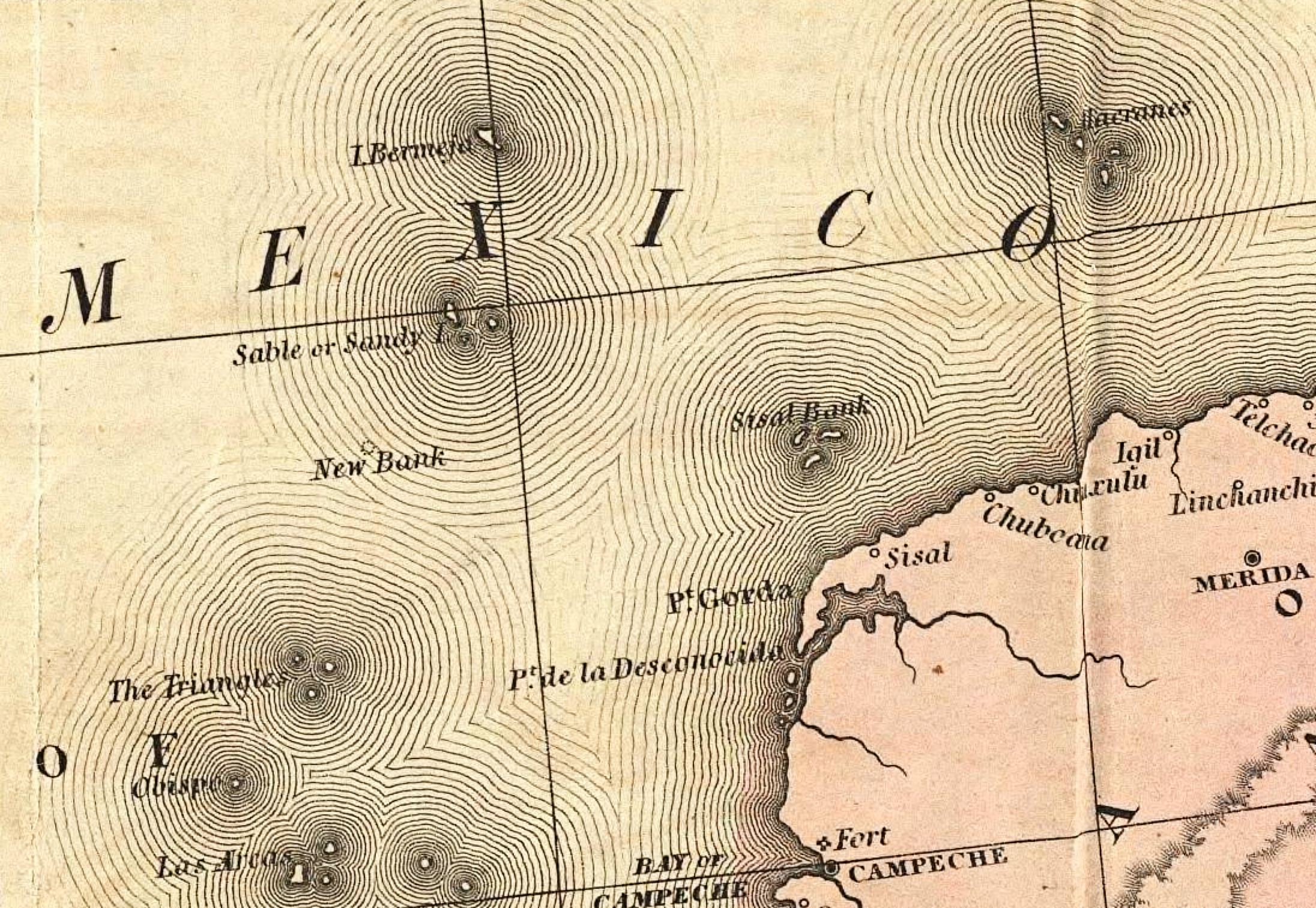
Karte von 1846, auf der die I(sola) Bermeja eingezeichnet ist

Erwähnt wurde die Insel erstmals von Alonso de Santa Cruz auf einer 1539 in Madrid erschienenen Liste der Inseln der Region. Ihre genaue Lage wurde dann von Alonso de Chaves in dem Buch Espejo de navegantes angegeben, der dort auch ausführte, die Insel erscheine in der Ferne „hell und rötlich“, auf Spanisch: bermeja.

## Nachforschungen
Bereits 1820 wurde im geographischen Werk Derrotero de las Islas Antillas stark bezweifelt, dass die Isla Bermeja wirklich existiert, da sie unter anderem im Jahr 1804 an der in alten Karten angegebenen Position nicht entdeckt werden konnte. Auch wurde die Insel weder bei einer Bestandsaufnahme 1997 noch in einer Studie der Universidad Nacional Autónoma de México gefunden. Die Wassertiefe an der vorgeblichen Position beträgt mehr als 40 m. Auch die ältesten Satellitenbilder, aufgenommen in den späten 1970er und frühen 1980er Jahren, zeigen an der angegebenen Position keine Insel.
Vermutungen über die Nichtexistenz der Insel wurden durch die Tatsache verstärkt, dass eine nachgewiesene Existenz dieser Insel eine entscheidende Bedeutung für das Abstecken von Ölbohrrechten bei den Hoyos de Dona im Golf von Mexiko hätte. Als Erklärung für die heutige Unauffindbarkeit der Insel werden unter anderem eine Verschiebung des Meeresbodens und ein Anstieg des Meeresspiegels auf Grund der Klimaerwärmung angeführt. Verschwörungstheorien handeln sogar von einer Sprengung der zuvor doch existierenden Insel durch die CIA, um die Vorherrschaft der USA in der ölreichen Region zu sichern. Nach Expertenaussagen gibt es jedoch an den angegebenen Koordinaten keinen Hinweis, dass sich dort jemals eine Insel befunden habe. Vermutlich beruhe die Existenz der Insel auf den alten Karten schlicht auf einer Verwechslung. Bermeja ist demzufolge als Phantominsel anzusehen.